# معتركة المركز (أولاد جابر أولاد الجنفي)
معتركة المركز هو دُوَّار يقع بجماعة بوعنان، إقليم فكيك، جهة الشرق في المملكة المغربية. ينتمي الدوّار لمشيخة أولاد جابر أولاد الجنفي التي تضم دوار واحد. يقدر عدد سكانه بـ 408 نسمة حسب الإحصاء الرسمي للسكان والسكنى لسنة 2004.

## روابط خارجية
- البوابة الوطنية للجماعات الترابية نسخة محفوظة 12 مارس 2018 على موقع واي باك مشين.
- المندوبية السامية للتخطيط